# Dillberg (Band)
Dillberg ist eine deutsche Pop-Rock-Band aus Altdorf bei Nürnberg.

## Geschichte
Die Band Dillberg wurde im Oktober 2006 gegründet. Ihr erstes Konzert gab sie einen Monat später in Altdorf. Kurz danach gingen die vier Bandmitglieder Dominik Hinney, Oliver Spieß, Rolf Scharrer und Jörg Szameitat ins Studio und nahmen ihre erste CD namens Es lohnt sich auf, die im April 2007 veröffentlicht wurde. Im Oktober 2008 erschien die zweite CD Schicksals Schmied. Im Jahr 2009 erreichte die Band Platz 3 beim bundesweiten Wettbewerb „New Talent 2009“ von www.regioactive.de, bei dem sich 1300 Bands beworben hatten.
Der Jahreswechsel brachte mit dem Song „Frau in Dunkelgrau“ Platz 1 in den Genre- und Euro-Charts von www.track4.de.
Die ersten Jahre brachten auch interessante Projekte mit sich, wie z. B. eine Zusammenarbeit mit dem deutschen Schriftsteller Thommie Bayer. Mit dem Titel „Thommie Bayer trifft DILLBERG“ standen die vier Musiker im Jahr 2008 zweimal auf der Bühne und präsentierten eine Autorenlesung mit musikalischer Umrahmung. Mit der Deutsch-Rock-Legende Ernst Schultz spannte das Quartett im Jahr 2010 in mehreren Konzerten einen Bogen über 40 Jahre deutsche Rockmusik. Das Jahr 2012 wurde geprägt durch ein Konzert im Rahmen der Wallensteinfestspiele Altdorf mit dem österreichischen Sänger und Liedermacher Tom Haydn und dem Saxophonisten Norbert Nagel. Im Jahr 2013 brachte die Band ihre erste Live-DVD mit dem Titel Ganz nah dran heraus.

## Diskografie
- 2007: Es lohnt sich (famiro)
- 2008: Schicksals Schmied (pikeyard records)
- 2011: Keine Zeit für Supermänner (pikeyard records)
- 2013: Ganz nah dran (Live-DVD)